# مارتين لويد
مارتين لويد (6 يونيو 1954 في المملكة المتحدة - ) (بالإنجليزية: Martyn Lloyd)‏ هو لاعب كريكت بريطاني. لعب مع Dorset County Cricket Club ‏ وOxfordshire County Cricket Club ‏ ونادي الكريكت في جامعة أكسفورد ‏.

## وصلات خارجية
- مارتين لويد على موقع إي آس بي آن كريك إنفو (الإنجليزية)